# Roxbury (Boston)

Bairros de Boston.

Roxbury é um antigo município,  dissolvido e incorporado em 1846, na atualidade um dos  21 bairros  de Boston, cidade do estado de Massachusetts  nos Estados Unidos.

## História
Roxbury foi uma dos primeiros lugares fundadas durante  a Colónia na Bahia de Massachusetts (Massachusetts Bay Colony), corria no ano de 1630.
Em 1846 converteu-se em município  que foi anexado a Boston em 5 de janeiro de 1868.
Em 1916 o futuro cardeal  Francis Joseph Spellman foi  pároco de All  Saints Church.